# ویکتور سگالان
ویکتور سگالان (به فرانسوی: Victor Segalen) شاعر، رمان‌نویس، پزشک، باستان‌شناس و مردم‌نگار قرن نوزدهم میلادی اهل فرانسه است.